# Yoshiko Miyazaki
Pour les articles homonymes, voir Miyazaki et Miyazaki (homonymie).
Yoshiko Miyazaki (宮崎 美子, Miyazaki Yoshiko), née le 11 décembre 1958 dans la préfecture de Kumamoto, sur l'île de Kyūshū (Japon),, est une actrice japonaise.
En 1985, elle fait ses débuts au cinéma dans Ran d'Akira Kurosawa. 

## Filmographie partielle

### Au cinéma
- 1985 : Ran (乱?) : Sue, l'épouse de Jiro
- 1986 : Maison Ikkoku (Apartment Fantasy めぞん一刻?) : Akemi Roppongi
- 1990 : C'est dur d'être un homme : Les Vacances de Tora-san (男はつらいよ 寅次郎の休日?) :  Yukie
- 1992 : Histoire singulière à l'est du fleuve (濹東綺譚, Bokutō kidan?) de Kaneto Shindō
- 1993 : Waga ai no uta: Taki Rentarō monogatari (わが愛の譜 滝廉太郎物語?) :  Tamiko Taki
- 1999 : Après la pluie (雨あがる, Ame agaru?) :  Tayo Misawa
- 2005 : Nana :  Natsuko Komatsu
- 2007 : Dear Friends :  Kanako Takahashi
- 2008 : Spirits (シャッター?) :  la mère de Megumi
- 2008 : Detroit Metal City (デトロイト・メタル・シティ?) : Keiko Negishi
- 2010 : Villain (悪人?) :  Satoko Ishibashi
- 2012 : Kazoku no kuni (かぞくのくに?)
- 2018 : Miraï, ma petite sœur : Grand-mère (voix)

### À la télévision
- 2002 : La Saison du soleil (太陽の季節?) (TBS)
- Asadora (連続テレビ小説?) (NHK総合)
- 2007 : Tsubasa no oreta tenshitachi (翼の折れた天使たち?) (saison 2, Seconde nuit - « Sakura » (cerisier) - Réseau de télévision Fuji, Inc.)
- Taiga drama (大河ドラマ?) (NHK総合)
  - 2013 : Yae no sakura (八重の桜?) :  Saigō Tanomo (西郷千恵)

## Récompenses et distinctions
- (en) Yoshiko Miyazaki: Awards, sur l'Internet Movie Database